# محافظة أوهام
محافظة أوهام هي محافظة في جمهورية أفريقيا الوسطى، بلغ عدد سكانها 369٬220  نسمة، في 2003، عاصمتها بوسانجو، تبلغ مساحتها 50٬250 كيلومتر مربع.

## الموقع
تشترك في الحدود مع:
- نانا-جريبيزي
- أومبلامبوكو
- محافظة كيمو
- محافظة أوهام-بيندي.